# Коздикора
Коздикора (каз. Көздіқора) — село в Махамбетском районе Атырауской области Казахстана. Входит в состав Баксайского сельского округа. Код КАТО — 235639300.

## Население
В 1999 году население села составляло 241 человек (120 мужчин и 121 женщина). По данным переписи 2009 года, в селе проживало 185 человек (89 мужчин и 96 женщин).